# Bondage

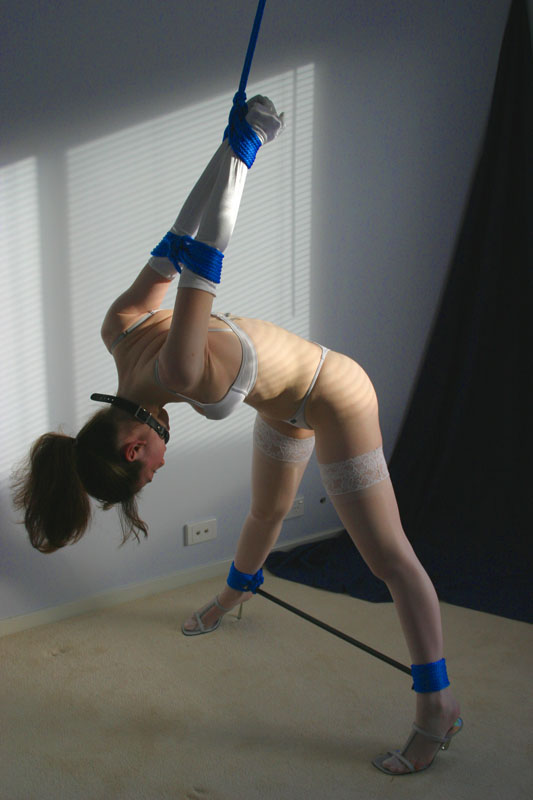
Strappado bondage met spreidstang

Bondage (uit het Engels, oorspronkelijke betekenis gebondenheid) is een activiteit waarbij een persoon om seksuele of esthetische redenen met materiaal vastgebonden wordt. 
Binnen bondage zijn verschillende soorten technieken gangbaar. Zo is er de Japanse touwbondage, shibari, die met veel sierlijk touwwerk wordt uitgevoerd en daarmee als een kunstvorm wordt gezien. Suspensionbondage is een vorm waarbij een vastgebonden persoon met touwen aan een of meerdere ophangpunten wordt opgehangen. Andere bondagetechnieken zijn het dragen van bewegingsbeperkende kleding waaronder korsetten of omwikkeling met folie (mummificatie). Ook kunnen hand- en enkelboeien, leren riemen, kettingen en spreidstangen gebruikt worden om de bewegingsvrijheid te beperken. 

## BDSM
Bondage is een onderdeel van BDSM. Er zijn verschillende redenen waarom bondage seksueel prettig kan worden gevonden. Het plezier kan een onderdeel zijn van gevoelens van macht en machteloosheid, die sommigen opwindend vinden. Ook kan de fysieke onmogelijkheid om vrij te bewegen zorgen voor een bevrijding van een verantwoordelijkheid: omdat men geen gelegenheid heeft de partner te bevredigen, kan men zich volledig richten op de eigen gevoelens en het eigen genot. Ten slotte kan het lichamelijke gevoel van de bondage als prettig worden ervaren, vooral als het vastbinden over erogene zones plaatsvindt.
Voor de vastbindende partner kan, naast het eerder vermelde machtsspel, het vastbinden van de partner de mogelijkheid geven zijn of haar fantasie de vrije loop te laten. Daarnaast kan men de opwinding van de partner goed waarnemen en controleren. Ook vinden sommigen een vastgebonden partner een aangenaam aanzien.
Nadat een van de partners is vastgebonden, ligt de regie van het seksspel bij diens partner. Dit kan allerlei kanten opgaan, van zachte strelingen tot harde sm, maar wat vaak gebeurt, is dat er een erotisch 'plaagspelletje' met de vastgebonden partner wordt gespeeld. Hierbij wordt hij of zij gestimuleerd tot een bepaald niveau, maar het verlangen om daarna verder te gaan wordt niet ingewilligd. Door op deze wijze het hoogtepunt uit te stellen, worden de seksuele gevoelens versterkt.

## Afbeeldingen

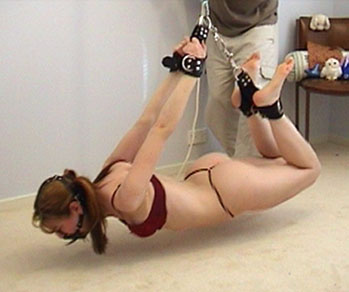
Suspensionbondage
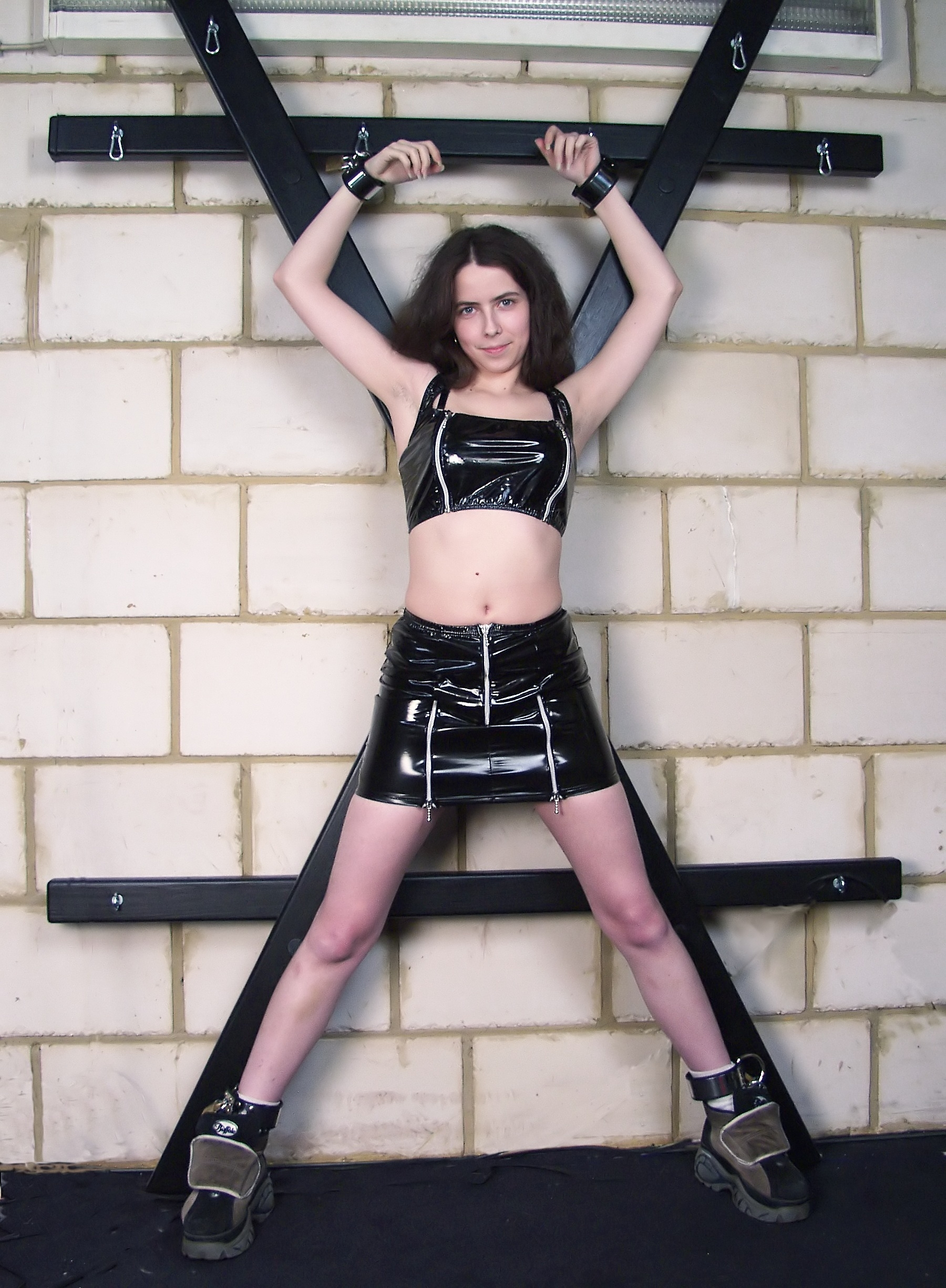
Bondage met een Andreaskruis
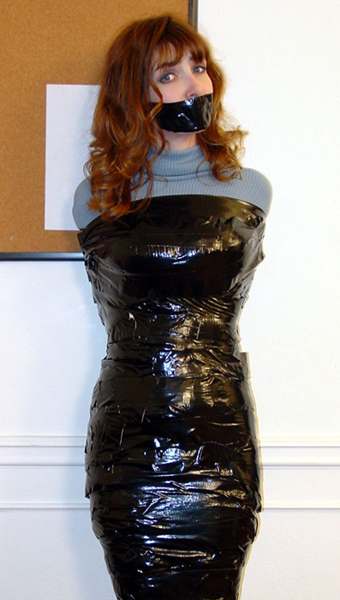
Mummificatie met tape
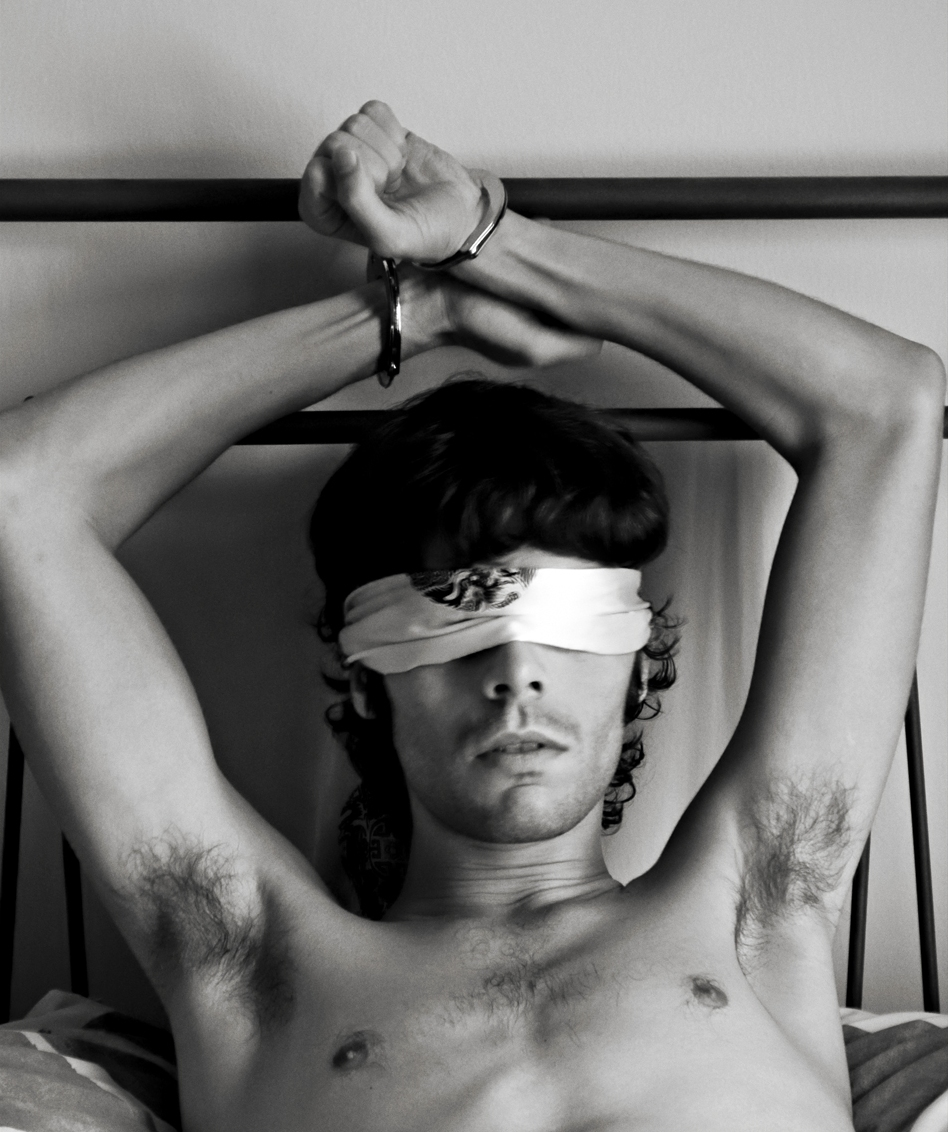
Handboeien vastgebonden aan bedrand
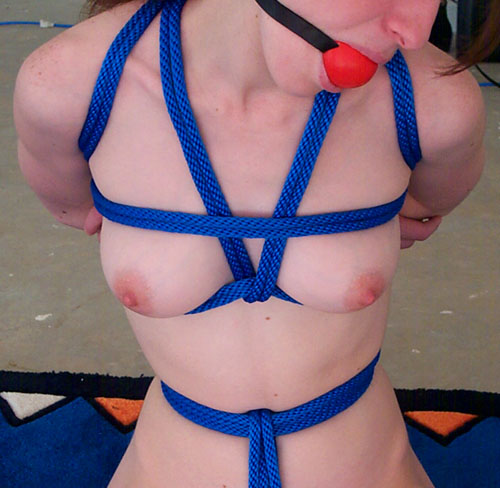
Borstbondage